# La Tour-en-Jarez
La Tour-en-Jarez est une commune française située dans le département de la Loire en région Auvergne-Rhône-Alpes. En 2021, elle compte 1 473 habitants. C'est une commune urbaine faisant partie de l'unité urbaine de Saint-Étienne.
Châtellenie fortifiée prospère au Moyen Âge, autrefois bourg d'armuriers et de paysans, La Tour-en-Jarez est aujourd'hui un village pittoresque qui bénéficie à la fois de la proximité directe de Saint-Étienne et du calme des territoires isolées grâce à son positionnement, sur une colline. Désormais aisée, la commune a connu une croissance très rapide de sa population entre 1960 et 2010. Ses habitants se nomment les Tourangeois et les Tourangeoises.

## Géographie

### Localisation
Située à 8 km au nord de Saint-Étienne, La Tour-en-Jarez se compose d’un centre-bourg accroché à une butte dominant les alentours.
Le territoire de la commune est limitrophe de ceux de 6 communes :

### Géologie et relief

#### Superficie
La superficie du village est de 5,05 km2 ; son altitude varie de 453  à   698 m.

#### Paysages
La rivière l'Onzon traverse la commune. Le centre du village est adossé à une colline qui peut être comparé à l'adret. C'est « la rive droite » de la commune. Les Tourangeois « de la rive gauche » sont moins nombreux, et situés sur le versant ubac d'une deuxième colline au sud du bourg. Les deux parties du village se font donc face. Cette partie de la commune est appelée « vieux » ou « petit Montreynaud » car sur le versant sud de la même colline se situe le « nouveau » Montreynaud, quartier stéphanois, construit dans les années 1960-1970 à la place d'anciens champs.
Le crêt de Montreynaud offrant un panorama sur Saint-Étienne est ainsi situé sur la commune de La Tour-en-Jarez.

### Hydrographie
Des cours d'eau furent souvent utilisés pour tracer les limites communales (c'est le cas au sud-ouest, à l'ouest, au nord, au nord-est…). Le plus long d'entre eux est le Furan, rivière qui prend sa source au Bessat et, après un parcours de 39 km, se jette dans la Loire à Andrézieux-Bouthéon. Entre L'Étrat et La Tour-en-Jarez, elle est alimentée par l'Onzon qui parcourt 13 km. Celui-ci prend sa source à Saint-Christo-en-Jarez et traverse d'est en ouest le sud du village. Le Reteux, long de 5 km, coule en partie dans la commune, à l'ouest. Il provient de Saint-Héand et conflue avec le Furan environ 500 m plus loin que l'Onzon. Le ruisseau de Feuillatée est un affluent de l'Onzon tandis que celui de Grattejambe est tributaire du Reteux. Tous deux, plus courts, suivent des parcours se situant presque exclusivement à La Tour-en-Jarez,.
D'une manière générale, l'eau jaillit à de nombreux endroits sur les collines environnantes, si bien qu'il est difficile d'estimer la longueur totale du réseau hydrographique de la commune. Toutefois, en s'essayant à cet exercice, on peut estimer qu'il se trouve entre 10 km et 15 km d'écoulements au total sur le territoire communal (en comptant les nombreuses portions de cours d'eau partagées avec d'autres communes).

### Climat
Pour des articles plus généraux, voir Climat d'Auvergne-Rhône-Alpes et Climat de la Loire.
En 2010, le climat de la commune est de type climat des marges montargnardes, selon une étude du Centre national de la recherche scientifique s'appuyant sur une série de données couvrant la période 1971-2000. En 2020, Météo-France publie une typologie des climats de la France métropolitaine dans laquelle la commune est exposée à un climat de montagne ou de marges de montagne et est dans la région climatique Nord-est du Massif Central, caractérisée par une pluviométrie annuelle de 800 à 1 200 mm, bien répartie dans l’année.
Pour la période 1971-2000, la température annuelle moyenne est de 10,1 °C, avec une amplitude thermique annuelle de 16,6 °C. Le cumul annuel moyen de précipitations est de 791 mm, avec 9,2 jours de précipitations en janvier et 7 jours en juillet. Pour la période 1991-2020, la température moyenne annuelle observée sur la station météorologique de Météo-France la plus proche, « Saint-Étienne », sur la commune de Saint-Étienne à 6 km à vol d'oiseau, est de 11,4 °C et le cumul annuel moyen de précipitations est de 793,9 mm,. Pour l'avenir, les paramètres climatiques de la commune estimés pour 2050 selon différents scénarios d'émission de gaz à effet de serre sont consultables sur un site dédié publié par Météo-France en novembre 2022.

### Milieux naturels et biodiversité
L'extrême nord de la commune (moins de 4 hectares) fait partie de la ZNIEFF des Contreforts méridionaux des monts du Lyonnais,. La partie sud du territoire communal recouvre quant à elle la limite septentrionale du site géologique qu'est le bassin houiller de Saint-Étienne,.

## Urbanisme

### Typologie
Au 1er janvier 2024, La Tour-en-Jarez est catégorisée ceinture urbaine, selon la nouvelle grille communale de densité à sept niveaux définie par l'Insee en 2022.
Elle appartient à l'unité urbaine de Saint-Étienne, une agglomération inter-départementale regroupant 32  communes, dont elle est une commune de la banlieue,,. Par ailleurs la commune fait partie de l'aire d'attraction de Saint-Étienne, dont elle est une commune de la couronne,. Cette aire, qui regroupe 105 communes, est catégorisée dans les aires de 200 000 à moins de 700 000 habitants,.

### Occupation des sols
L'occupation des sols est marquée par l'importance des territoires agricoles (68 % en 2018). La répartition détaillée ressortant de la base de données européenne d'occupation biophysique des sols Corine Land Cover millésimée 2018 est la suivante : prairies (47,7 %), zones agricoles hétérogènes (20,3 %), forêts (19,7 %), zones urbanisées (12,3 %).

### Logement
En 2018, le nombre total de logements dans la commune était de 568, alors qu'il était de 552 en 2013 et de 472 en 2008.
Parmi ces logements, 94 % étaient des résidences principales, 0,2 % des résidences secondaires et 5,8 % des logements vacants. Ces logements étaient pour 79,6 % d'entre eux des maisons individuelles et pour 20,2 % des appartements.
Le tableau ci-dessous présente la typologie des logements à la La Tour-en-Jarez en 2018 en comparaison avec celle de la Loire et de la France entière. Concernant le statut d'occupation de ces logements, 79,3 % des habitants de la commune sont propriétaires de leur logement (78,1 % en 2013), contre 58,7 % pour la Loire et 57,5 % pour la France entière.
| Typologie                                               | La Tour-en-Jarez | Loire | France entière |
| ------------------------------------------------------- | ---------------- | ----- | -------------- |
| Résidences principales (en %)                           | 94               | 85,6  | 82,1           |
| Résidences secondaires et logements occasionnels (en %) | 0,2              | 4,1   | 9,7            |
| Logements vacants (en %)                                | 5,8              | 10,4  | 8,2            |

### Voies de communication et transports

#### Voies de communication
Le village est notamment traversé par la route départementale (RD) 1498 (ex-route nationale 498) qui relie Saint-Chamond au carrefour dit de Ratarieu qui mène à L'Étrat, La Fouillouse, Villars ou Saint-Priest-en-Jarez.

#### Transports
La Tour-en-Jarez est desservie par deux lignes de la STAS, la ligne 25 (La Terrasse <> Gare de Saint-Chamond) et la ligne 27 (La Terrasse <> Saint-Héand - Collège Parking Nord <> La Gimond et Aveizieux à certaines heures).

### Énergie
Les besoins en électricité de la mairie, de l'école et de la salle des fêtes sont assurés par 24 panneaux photovoltaïques. L'excédent de production est vendu à EDF,.

## Toponymie
Le village était au Moyen-Âge une châtellenie qui comprenait plusieurs tours situées au sommet de la colline occupée par la commune,,. Le terme Jarez est l'évolution des différents termes souvent présents dans le nom de ce point d'intérêt, et renvoie à l'affluent du Rhône qu'est le Gier.

## Histoire

### Antiquité
Le premier peuple ayant avec certitude contrôlé le territoire actuel de La Tour-en-Jarez est celui des Ségusiaves,,. Ces Gaulois se seraient installés dans le Forez à partir du Ve siècle av. J.-C. Toutefois leurs oppidums étaient surtout situés sur les rives de la Loire : il y avait par exemple celui d'Essalois sur le territoire de la commune de Chambles, celui de Feurs, celui de Crêt-Châtelard à Saint-Marcel-de-Félines, celui de Joeuvre au sud de Roanne et Roanne elle-même,. Ils habitaient donc surtout la plaine du Forez, néanmoins on trouve d'autres traces de ce peuple entre la Loire et le Rhône. Lyon, qui n'obtint un statut autonome qu'après la conquête romaine, en 43 av. J.-C., était certainement située sur la frontière entre les Ségusiaves et les Ambarres. Rien ne prouve que la future capitale des Gaules était habitée de manière pérenne, mais il est probable que le site de Fourvière ait servi de lieu de réunion entre Gaulois et fut le théâtre d'échanges avec les Romains,. Les Ségusiaves participaient d'ailleurs à des échanges commerciaux avec la côté méditerranéenne, notamment avec Massalia (Marseille), alliée de Rome.
À cette époque, il est difficile de dire ce qu'était La Tour-en-Jarez. Puisque l'on a retrouvé quelques débris anciens (des tuiles, des lampes, des fragments de poterie ou encore des moulins à bras en basalte), il est possible que la colline fut déjà habitée. Cependant il n'y avait peut-être qu'un point de défense ou de guet à cet emplacement plutôt stratégique du fait de sa surélévation et de sa proximité avec des cours d'eau de tailles variables.
Au 1er siècle av. J.-C., les Ségusiaves rejoignirent la confédération formée par les Éduens contre celle des Arvernes,. D'abord alliés de César et favorables à une romanisation de leur nation, les habitants du Forez se rebellèrent ensuite en 52 av. J.-C. et tentèrent de venir en aide à leurs anciens ennemis à Alésia, sûrement car ils y furent contraints puisque leurs suzerains avaient fait volte-face. À la suite de la victoire romaine et du passage en Gaule lyonnaise, les Ségusiaves furent mieux traités que leurs voisins, preuve de relations amicales anciennes, et devinrent une cité gallo-romaine maintenant ainsi une certaine autonomie.
Une stèle présentant l'astre du jour rayonnant sur chacune de ses faces, a été décrite par un historien du XVIIe siècle, Jean-Marie de La Mure, après qu'elle fut découverte au sommet « de la grande Tour [...] de la Tour en Jarez ». Il parle dans son Histoire universelle, civile et ecclésiastique du pays de Forez. Dressée sur des autorités et des preuves authentiques d'une pierre noircie par le temps, dont la moitié inférieure (environ 1 pied, soit environ 32 cm aujourd'hui) avait la forme d'un pavé droit alors que la moitié supérieure ressemblait à une pyramide à base carrée. Le tout aurait fait 1 pied de large. Au sommet, on trouvait un orifice « assez profond » qui aurait pu accueillir un flambeau, ce qui voudrait donc dire que cette curieuse structure était en fait une sorte de phare utilisé à une époque inconnue,,. F. Chaux
affirme même qu'elle était « recouverte d'un enduit noirâtre semblable à de la poix ou à de la résine fondue » dans sa Petite monographie de La Tour-en-Jarez (Loire).
Toutefois il est aussi possible que cette pierre ait été utilisée comme objet de culte, peut-être que l'on vénérait Hélios, Apollon ou Mithra comme il était courant de le faire au début de l'ère chrétienne dans l'Empire romain,,. On peut alors penser que l'ouverture à son sommet permettait de faire brûler de la résine. Ce serait donc le témoignage d'une occupation du site au Ier ou IIe siècle. C'est peut-être longtemps plus tard que la structure a éventuellement été utilisée pour communiquer, ce qui expliquerait qu'elle fut trouvée au sommet d'une tour.
Malheureusement il est aujourd'hui impossible de dater cet édifice puisqu'il est perdu. On raconte qu'il a été utilisé pour réparer le clocher de l'église au XVIIIe siècle,.
Le martyr Saint Ferréol, mort en 304, cita pour la première fois le nom de la petite rivière qui arrose le pays de Jarez : "Jaris". Ce nom donna à la fois les mots Jarez et Gier.

### Moyen Âge
Au XIIe siècle au plus tard, la Tour-en-Jarez devint une châtellenie qui dépendait d'abord des rois de France.
En 1167, Louis VII remet au comte de Forez Guy II, alors en conflit avec l'archevêque de Lyon, le castellum de la Tour-en-Jarez ainsi que d'autres châteaux. La charte en question contient la première mention de la commune,,.
En 1173, à la suite d'une proposition de 1167, c'est la permutatio qui règle les différends entre comtes du Forez et évêques de Lyon. Certaines terres qui entourent la Tour-en-Jarez ne dépendent plus des évêques et deviennent des possessions foréziennes. C'est le cas de Saint-Priest-en-Jarez, Saint-Héand ou encore Chevrières. En revanche Villars, Saint-Genest-Lerpt et Saint-Jean-Bonnefonds restent propriété de l'Église jusqu'en 1268. Le texte précise également qu'« entre Saint-Ennemond et La Tour, et Saint-Ennemond et Saint-Priest, ni l'un ni l'autre ne peut faire de fortification »,,. Saint-Ennemond est devenu Saint-Chamond et a donné son nom à l'un des quartiers actuels de la ville.
Le village fortifié de La Tour acquiert à partir de cette période une certaine importance puisque son nom apparaît souvent dans les textes et sa population devient conséquente. On y faisait la haute, la moyenne et la basse justice, on y commerçait et on y priait puisqu'une église datant peut-être du IXe ou Xe siècle se trouvait à l'épicentre de la communauté. Cette dernière dépendait de l'abbaye de l'Île-Barbe en 1183 puisqu'il existe une « ordonnance du pape Lucius III précisant que les dîmes recueillies par la « paroisse Saint-Julien de La Tour-en-Jarez » seraient versées à l’Abbaye Bénédictine de Saint-Martin de l’Isle-Barbe, près de Lyon »,,,. À partir de 1225, l'église communale dépendrait du prieuré de Saint-Rambert, affilié à l'abbaye de l'Île-Barbe. Entre 1270 et 1276 d'ailleurs, le comte Renaud vend La Tour et La Fouillouse au prieur de Saint-Rambert.

### Temps modernes
En 1531, le Forez passe sous le contrôle direct de la couronne. Cela permet à Jean Paulat, un marchand stéphanois, d'acheter six années plus tard « la terre et seigneurie de la Tour-en-Jarez ». C'est le début d'une période, qui ne s'achèva qu'à la Révolution, pendant laquelle le village fut acquis tour à tour par des « seigneurs engagistes [qui] jouissaient de tous les droits de justice, dîmes et autres revenus, pendant un nombre d'années fixé d'avance et d'autres fois, pendant leur vie seulement, moyennant un capital une fois payé ».
La Tour-en-Jarez est désignée dans une ordonnance du 2 août 1600, qui fait suite à l'Édit de Nantes, comme un lieu où les réformés pourraient librement exercer leur religion. Cependant une seconde ordonnance datant du 16 juillet 1603 parle plutôt du village de « l'Estrat » (aujourd'hui L'Étrat) qui dépendait à ce moment-là de La Tour-en-Jarez. Il semble qu'une communauté tenta de s'y installer, or ils furent violemment chassés par des locaux.
En 1586, entre 1624 et 1629, en 1640, en 1643 et à nouveau entre 1653 et 1658, la peste fit des ravages. Une croix fut érigée à La Maladière, lieu où l'on soignait des malades, avec l'inscription « Ici s'est arrêtée la peste en 1658 », texte qui subsistât trois siècles mais disparut lors de travaux. De plus une chapelle dédiée à Saint Roch existait déjà en 1666 au lieu-dit Les Gats au bas du village. Chaque année depuis une messe y est célebrée, conformément à ce qu'avait voulu en 1586 une Tourangeoise, Julienne Martin, qui avant de mourir avait légué une rente pour cela,.
Différentes disettes et famines touchèrent également la commune, pendant l'hiver 1693-1694, en 1709 et en 1789.
En février 1774, un édit priva la châtellenie de La Tour-en-Jarez de son pouvoir judiciaire puisque « les châtellenies de Saint-Victor, La Fouillouse, Saint-Jean-de-Bonnefond, La Tour-en-Jarez, Virignieu, Saint-Héand ont été unies à celle de Saint-Galmier, ville et châtellenie royale qui devint dès lors le siège de la Justice ».

### Époque contemporaine
Alexandre Ledru-Rollin, révolutionnaire en 1848 puis premier ministre de l'Intérieur de la Deuxième République et instaurateur du suffrage universel masculin, séjourna dans la commune, à Feuillatée, alors qu'il fuyait vers l'Angleterre pour éviter la déportation, à la suite du coup d'État du 2 décembre 1851,.
Le 28 février 1862, un projet de loi proposa de faire évoluer les « limites des communes de Latour-en-Jarret, Saint-Héand, Sorbier, Saint-Priest et La Fouillouse ». La loi fut votée le 21 mars suivant et promulguée le 16 avril. La commune s'agrandit alors de 984 hectares et de 700 habitants environ. Le 5 avril 1884, un décret fit que La Tour-en-Jarez céda 824 hectares de son territoire pour faire naître la municipalité de L'Étrat.

### Développement économique
Jusqu'au milieu du XXe siècle, les Tourangeois étaient pour la plupart armuriers ou paysans,.
La rue des Armuriers, dans le centre du village, a compté jusqu'à dix boutiques familiales, pour au moins vingt-cinq dans la commune. Il s'agissait surtout de platineurs, qui avaient parfois une renommée européenne. L'évolution des techniques ayant fait qu'à partir de la fin du XIXe siècle, les fusils à platines devinrent marginaux, les armuriers de La Tour se spécialisèrent dans la fabrication de bascules pour les fusils de chasse. En 1913, ils offrirent un fusil au pape Léon XIII afin de le remercier à la suite de la rédaction d'une encyclique qui leur était favorable. Celui-ci, un temps exposé dans l'un des musées du Vatican, peut aujourd'hui être observé au musée d'Art et d'Industrie de Saint-Étienne,,.
On sait que l'on cultivait surtout dans les champs du village du blé, des pommes de terre, du seigle et de l'avoine. Les arbres fruitiers étant nombreux, pommes, poires, pêches, cerises et châtaignes étaient également vendus à Saint-Étienne. Au début du XXe siècle, on décomptait 28 familles occupées exclusivement à l'agriculture. Chacune d'elles avait un cheval, pour le transport des marchandises, ainsi que du bétail, notamment des vaches laitières (races Salers, Normande, Hollandaise). D'après F. Chaux, toujours au début du XXe siècle, on comptait :
| Chevaux | Taureaux | Bœufs | Vaches | Veaux | Porcs | Moutons | Chèvres |
| ------- | -------- | ----- | ------ | ----- | ----- | ------- | ------- |
| 41      | 5        | 26    | 207    | 83    | 96    | 78      | 21      |

Beaucoup de femmes avaient comme activité, à cette période, le dévidage de la soie et vendaient le fruit de leur travail en ville, comme les armuriers. Il y avait en outre quelques commerces dans le village : des cafés, des épiceries, des cordonneries, une boucherie et une boulangerie ont existé, or la grande majorité de ceux-ci ont fermé entre 1960 et 1995. Un atelier de pyrotechnie, qui n'existe plus, a vu le jour en 1912 au bord de l'Onzon.
Une mine de fer existait au XIXe siècle, près de la voie permettant l'accès au centre du village depuis le sud.

## Politique et administration

### Découpage territorial
La commune de La Tour-en-Jarez est membre de l'intercommunalité Saint-Etienne Métropole, un établissement public de coopération intercommunale (EPCI) à fiscalité propre créé le 21 décembre 1995. Initiallement une communauté de communes, cette dernière devient communauté d'agglomération le 13 décembre 2000, puis communauté urbaine le 1er janvier 2016 et finalement métropole exactement deux années plus tard, faisant correspondre son nom à son statut légal.
Sur le plan administratif, elle est rattachée à l'arrondissement de Saint-Étienne, au département de la Loire et à la région Auvergne-Rhône-Alpes.
Sur le plan électoral, elle dépend du canton de Sorbiers pour l'élection des conseillers départementaux, depuis le redécoupage cantonal de 2014 entré en vigueur en 2015, et de la troisième circonscription de la Loire  pour les élections législatives, depuis le redécoupage électoral de 1986.

### Élections municipales et communautaires

#### Élections les plus récentes
Jean-Luc Basson, seul candidat, est élu lors des élections municipales de 2020 avec sa liste "Vivons La Tour ensemble" ; le taux de participation est de 36,35 %.
Roland Goujon, seul candidat, est réélu aux élections municipales de 2014 avec sa liste "Liste d'interêt communal" ; le taux de participation est de 54,47 %.
Le village comptant moins de 1 500 habitants, 15 conseillers municipaux sont élus pour 6 ans à chaque élection municipale. L'un d'eux siège au conseil communautaire de Saint-Etienne Métropole.

#### Liste des maires
| Période                                  | Période   | Identité        | Étiquette | Qualité |
| ---------------------------------------- | --------- | --------------- | --------- | ------- |
| Les données manquantes sont à compléter. |           |                 |           |         |
| décembre 1919                            | mai 1935  | Pierre Denis    |           |         |
| mai 1935                                 | mai 1953  | André Cizeron   |           |         |
| mai 1953                                 | mars 1997 | René Magand     |           |         |
| mars 1977                                | 1997      | Francis Seux    | DVD       |         |
| 1997                                     | mai 2020  | Roland Goujon   | DVD       |         |
| mai 2020                                 | En cours  | Jean-Luc Basson |           |         |

### Autres élections
Le vote tourangeois a tendance à se situer modérément à droite. Ainsi, en 2012, après avoir voté pour Nicolas Sarkozy en plus grande proportion que le pays ne l'a fait lors des élections présidentielles de 2007,, le village vota à 56,68% pour sa réélection au moment du second tour, ce qui dépasse de plus de 10% son score national. L'extrême droite et notamment le Rassemblement national fait parfois partie des favoris pour accéder à l'Élysée, mais il est rare que ce dernier arrive en tête dans la commune qui lui accorde systématiquement un pourcentage de voix plus faible qu'au niveau national (15,43% contre 17,79% en 2002, 26,37% contre 33,90% en 2017 et 30,30% contre 41,45% en 2022). Les élections européennes de 2024 sont le premier scrutin où un parti d'extrême droite arrive en tête dans la commune, mais on observe une nouvelle fois un pourcentage de votes favorables plus faible qu'au niveau national (le Rassemblement national obtient 29,09% des votes exprimées contre 31,37% pour la France entière). Les électeurs lui préfèrent pour l'instant, lors des élections présidentielles, le centre ou la droite.
Lors du premier tour des élections législatives de 2024, la Tour-en-Jarez fait partie des trois communes de sa circonscription n'ayant pas placé la candidate du Rassemblement national en tête mais plutôt celui du Mouvement démocrate, qui obtient 37,31% des votes exprimés. C'est aussi dans la commune qu'il est le plus choisi au second tour, avec 65,90% des votes exprimés, soit 10 points de plus qu'à l'échelle de la circonscription.
Le cas des votes aux référendums à La Tour-en-Jarez est également digne d'intérêt. En 1992, le village approuva la ratification du traité de Maastricht à hauteur de 62,09%, alors qu'à l'échelle de la France l'issue fut bien plus serrée puisque 51,04% des votants seulement choisirent cette option. En 2000, la commune s'aligna à 1% près avec le résultat national, puisque 72,38% des votants approuvèrent le passage au quinquennat présidentiel. Le taux d'abstention historiquement haut fut également très similaire, puisque seuls 32,01% des votants se déplacèrent à La Tour-en-Jarez, pour 30,19% en France (et 25,83%, soit un peu moins, dans la Loire). Enfin en 2005, La Tour-en-Jarez vota "Oui" à 56,47% alors que la majorité du pays rejeta la Constitution européenne.

### Instances de démocratie participative
Le village dispose d'un conseil municipal des jeunes.

### Jumelages
La commune, tout comme sa voisine L'Étrat, est jumelée avec Vörstetten (Bade-Wurtemberg/Allemagne).

## Équipements et services publics

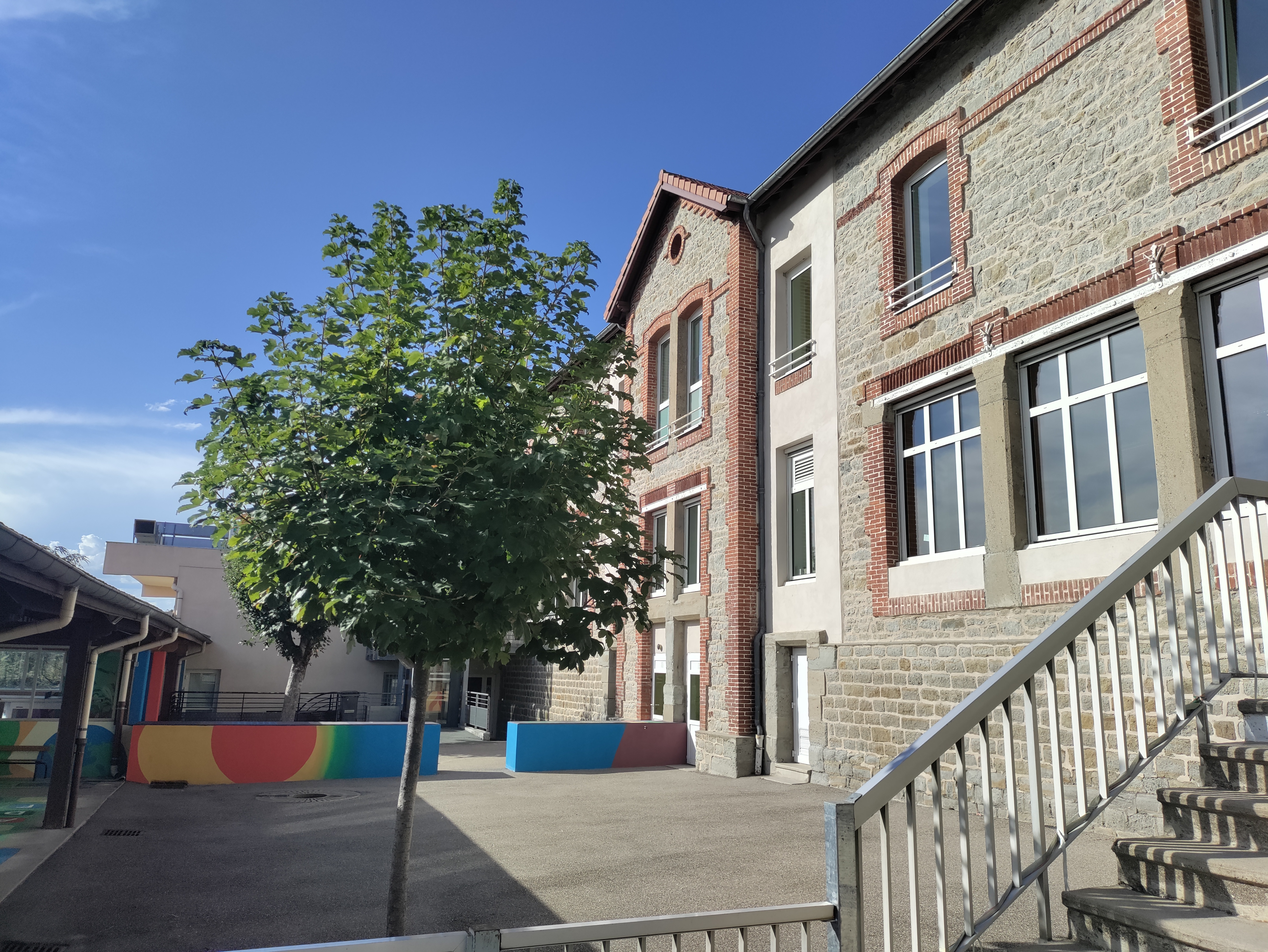
L'école primaire du village avec une partie de la cour de récréation au premier plan. Le dernier étage du bâtiment abrite la mairie, à laquelle on accède depuis la route située de l'autre côté de la construction (Rue des Bretons).

### Enseignement
La Tour-en-Jarez possède une école accueillant une centaine d'élèves et se trouvant en dessous de la mairie. Le collège public de secteur est le collège Les Champs, situé au nord-ouest de Saint-Étienne. On trouve également le collège privé Joseph Collard à Saint-Héand, tandis que le lycée de secteur est le lycée général et technologique Simone Weil, de Saint-Priest-en-Jarez.

### Culture
Une bibliothèque municipale, gérée bénévolement, se trouve sur la place de la Mairie. Elle est ouverte quelques heures chaque semaine et propose gratuitement au prêt des ouvrages variés. On peut parfois y voir des expositions.
Un petit musée met les anciens armuriers du village à l'honneur et se visite sur rendez-vous ou à quelques rares occasions.
L'espace Victor Pialat possède une salle des fêtes accueillant de temps à autre des représentations théâtrales, des spectacles scolaires, etc.

### Santé
Plusieurs infirmières à domicile sont situées sur ou aux alentours de la commune. De plus, de nombreux professionnels de santé et une pharmacie se trouvent dans la commune voisine de L'Étrat. L'hôpital le plus proche est l'Hôpital Nord, site principal du  centre hospitalier universitaire de Saint-Étienne. L'établissement assez reconnu est localisé à l'extrémité ouest de Saint-Priest-en-Jarez.

## Population et société

### Démographie
L'évolution du nombre d'habitants est connue à travers les recensements de la population effectués dans la commune depuis 1793. Pour les communes de moins de 10 000 habitants, une enquête de recensement portant sur toute la population est réalisée tous les cinq ans, les populations de référence des années intermédiaires étant quant à elles estimées par interpolation ou extrapolation. Pour la commune, le premier recensement exhaustif entrant dans le cadre du nouveau dispositif a été réalisé en 2007.

En 2022, la commune comptait 1 484 habitants, en évolution de +0,95 % par rapport à 2016 (Loire : +1,32 %, France hors Mayotte : +2,11 %).
| 1793 | 1800 | 1806 | 1821 | 1831 | 1836 | 1841 | 1846 | 1851 |
| ---- | ---- | ---- | ---- | ---- | ---- | ---- | ---- | ---- |
| 664  | 574  | 749  | 776  | 784  | 709  | 800  | 870  | 878  |

| 1856 | 1861 | 1866  | 1872  | 1876  | 1881  | 1886 | 1891 | 1896 |
| ---- | ---- | ----- | ----- | ----- | ----- | ---- | ---- | ---- |
| 876  | 938  | 1 518 | 1 391 | 1 532 | 1 571 | 555  | 502  | 510  |

| 1901 | 1906 | 1911 | 1921 | 1926 | 1931 | 1936 | 1946 | 1954 |
| ---- | ---- | ---- | ---- | ---- | ---- | ---- | ---- | ---- |
| 504  | 502  | 503  | 504  | 525  | 511  | 509  | 518  | 569  |

| 1962 | 1968 | 1975 | 1982  | 1990  | 1999  | 2006  | 2007  | 2012  |
| ---- | ---- | ---- | ----- | ----- | ----- | ----- | ----- | ----- |
| 610  | 639  | 883  | 1 042 | 1 123 | 1 163 | 1 233 | 1 242 | 1 462 |

| 2017  | 2022  | - | - | - | - | - | - | - |
| ----- | ----- | - | - | - | - | - | - | - |
| 1 479 | 1 484 | - | - | - | - | - | - | - |

Le doublement de la population depuis les années 1970, se réalisant notamment par la construction d'imposantes maisons individuelles, modifie considérablement la vue sur la colline du bourg. Autrefois très champêtre, la tendance est de plus en plus à une urbanisation continue entre le haut du bourg (église et vieux bourg) et la Croix Maladière (RD 1498) en bas, ainsi qu'au nord, derrière la Madone sur le plateau. Ceci est très frappant en comparant une photo des années 1970 et la colline d'aujourd'hui.

### Manifestations culturelles et festivités
La fête principale de La Tour-en-Jarez est la "Course de la Châtaigne" suivie de la "Fête de la Châtaigne" qui reçoit à chaque fin du mois d'octobre plus de 10 000 personnes. Le 14 juillet est fêtée la fête nationale. Il y a plusieurs spectacles tout au long de l'année.

### Sports et loisirs
L'espace Victor Pialat rénové et agrandi par la municipalité contient un large gymnase pouvant accueillir diverses compétitions sportives et comporte également une grande salle dotée d'une scène. Près de ce complexe, un city stade a été réalisé en 2021. L'association Tour Sports Loisirs propose elle plusieurs activités hebdomadaires aux Tourangeois : divers cours de gymnastique, yoga, badminton, sport pour enfants, théâtre, chorale ou encore jeux de société. Elle organise également quelques événements variés au cours de l'année. En outre, il existe un club de tennis que l'on peut trouver à côté de la RD 1498, non loin de l'école de musique Play Pop qui dispense des cours de chant, guitare, batterie et piano. Cet établissement met également à disposition ses locaux pour les professionnels, dispose d'un studio d'enregistrement et organise parfois d'autres activités comme des stages artistiques ou escape games,,,. Enfin, bien qu'il ne soit plus présent directement sur la commune, le club de football L'Étrat La Tour Sportif est intimement lié à La Tour-en-Jarez.

### Vie associative
Un comité des fêtes organise plusieurs manifestations relatives à la vie du village, tandis que l'Association des Parents d'Elèves (APE) s'occupe d'autres festivités. Le Club Rencontre Amitié donne la possibilité aux seniors de se réunir deux fois par mois. L'Association l'Etrat la Tour Europe Amitié (A.E.T.E.A.) fut quant à elle créée à la suite du jumelage avec Vörstetten. Les liens avec la commune allemande sont forts grâce à un échange organisé annuellement,.

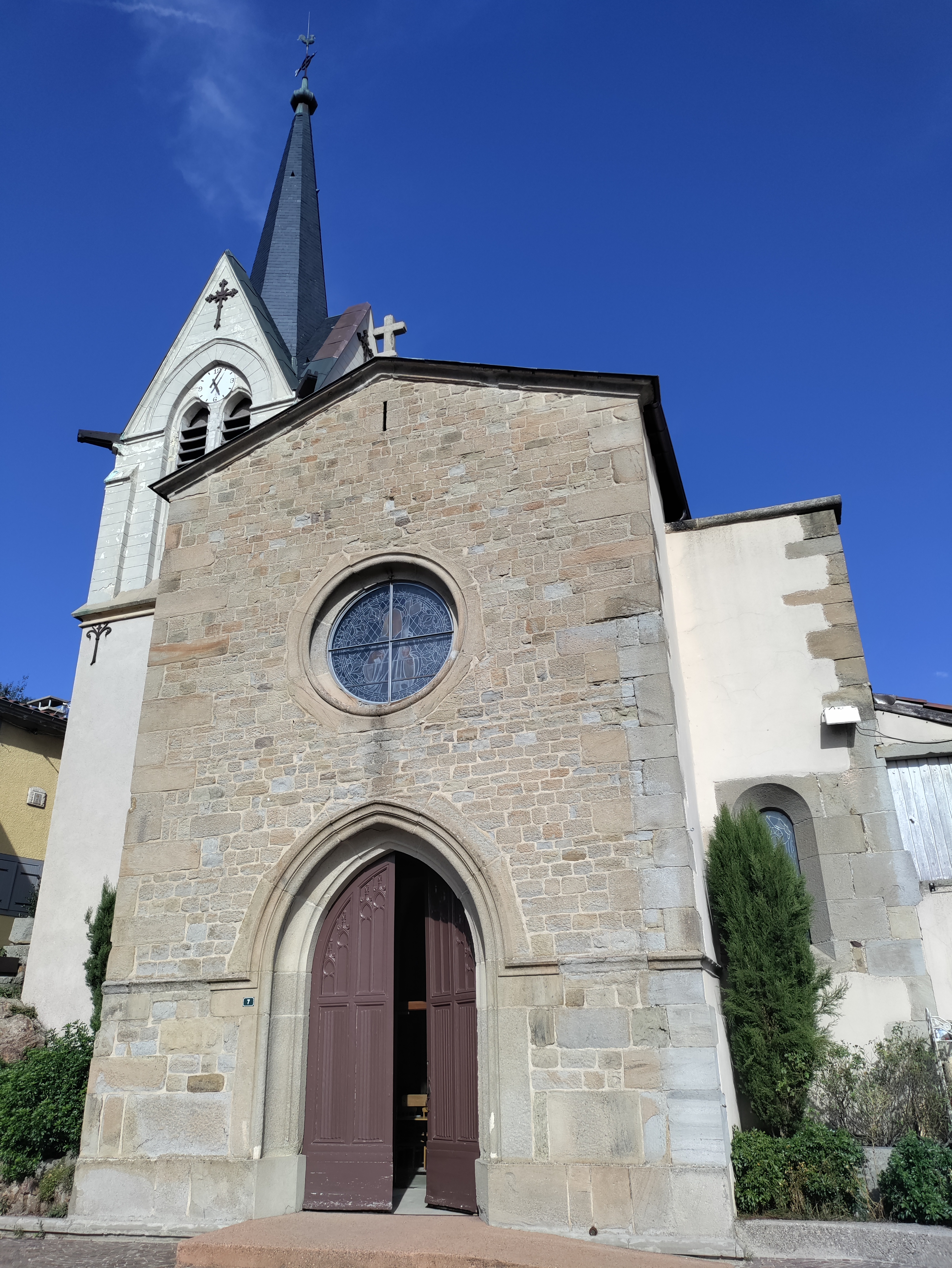
La façade de l'église.

### Cultes
L'église catholique Saint-Georges de La Tour dépend de la paroisse Sainte Cécile. Un peu plus de deux messes par mois y sont célébrées,. Elle est visible depuis les axes routiers au pied du village.
Plus au nord se situe une Madone, au bord d'une voie dont elle est éponyme, et l'on peut trouver une chapelle dédiée à Saint Roch en bas du village, près de l'Onzon.

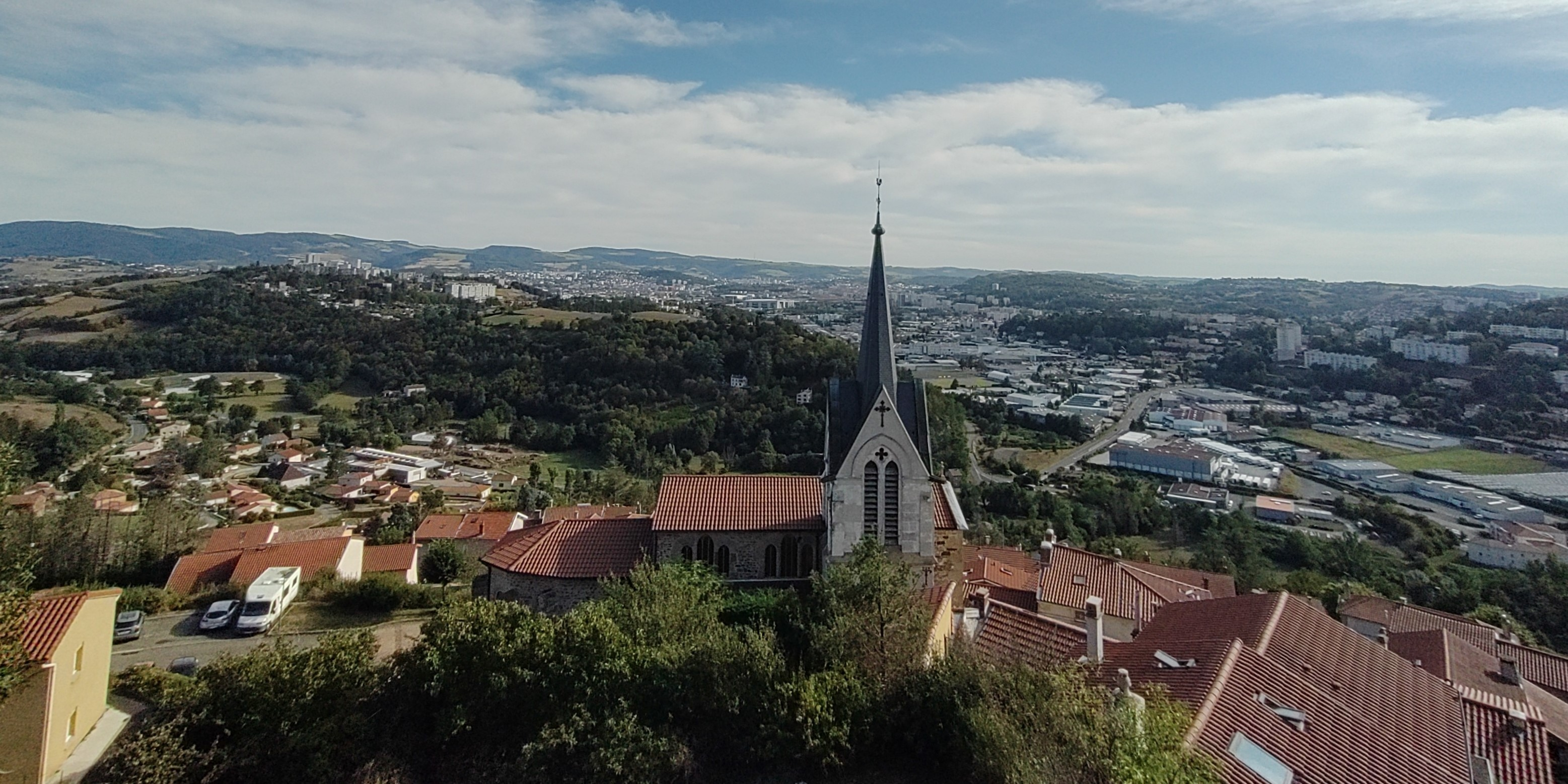
La vue vers le sud depuis Le Calvaire, avec la colline de Montreynaud, le nord de Saint-Étienne et l'est de Saint-Priest-en-Jarez en arrière-plan.

Un Calvaire se trouve au sommet du village, sur une formation rocheuse. On y trouve un panorama, trois croix et diverses statues religieuses. Il est possible d'observer, depuis l'un des escaliers qui y mène, un gisant du Christ.

### Médias
Le journal Le Progrès qui diffuse dans le nord de l'Auvergne-Rhône-Alpes et dans une partie de la Bourgogne-Franche-Comté publie régulièrement des articles au sujet des actualités du village. La chaîne TL7 qui couvre le département de la Loire fait également partie des médias qui relatent des informations sur La Tour-en-Jarez.
La mairie publie chaque année un bulletin municipal, distribué en version papier dans les boîtes aux lettres de la commune et publié sur son site web.

## Économie

### Revenus de la population et fiscalité
En 2016, le niveau de vie moyen des Tourangeois tel qu'il est défini par l'Insee vaut 26 564 €. Il est bien plus élevé que la moyenne de la Loire qui est de 19 898 € la même année, alors qu'à l'échelle de la région cette valeur s'élève à 21 478 €. En France métropolitaine, le niveau de vie médian vaut 20 809 € en 2016.

### Emploi
En 2018, 940 habitants du village ont entre 15 et 64 ans. Parmi eux, 69,9% sont actifs, et 9,1% des actifs sont au chômage, c'est le taux de chômage qui est égal à la valeur nationale de cette année-ci,.

### Entreprises et commerces
En 2021, La Tour-en-Jarez comptait 118 établissements économiquement actifs : 6 dans l’industrie, 21 dans la construction, 21 dans le commerce, les transports, l'hébergement ou la restauration, 4 dans l'information et la communication, 11 dans la finance et les assurances, 13 dans l'immobilier, 21 avaient des activités spécialisées, scientifiques et techniques ou des activités de services administratifs et de soutien, 10 œuvraient dans l'administration publique, l'enseignement, la santé humaine ou l'action sociale et 11 effectuaient d'autres activités de service.
En 2022, 27 entreprises ont été créées à La Tour-en-Jarez, dont 16 par des autoentrepreneurs.
Au bord de la RD 1498 direction L'Étrat se trouve, à environ 1 km du lieu-dit Pont Bayard, l'atelier Chocolat des Princes, dont la renommée dépasse largement le cadre de l'agglomération stéphanoise.

## Culture locale et patrimoine

### Lieux et monuments
La Tour-en-Jarez possède trois objets classés monuments historiques, que l'on peut trouver dans l'église du village : Une piscine baptismale sculptée au XVe siècle, une statue de sainte, peut-être Marie Madeleine, et la plus grande cloche du clocher,, datant toutes deux du XVIe siècle.

### Personnalités liées à la commune
- Jean-Baptiste Galley (1847-1932), homme politique, artiste peintre et historien stéphanois qui fut notamment député entre 1898 et 1902, serait mort dans la commune[66].
- Jacques Bouxin (1888-1977), officier de la marine, serait né à La Tour-en-Jarez[67].
- Pascal Feindouno (1981-), footballeur ayant joué pour l'AS Saint-Étienne entre 2004 et 2008, a vécu dans la commune[réf. nécessaire].